# Borislav Mijailov
Borislav Biserov Mijailov (o Mihaylov) (en búlgaro: Борислав Биcepoв Михайлов, n. 12 de febrero de 1963, Sofía) es un exfutbolista búlgaro que jugó en la posición de portero. Fue capitán de Bulgaria durante su recorrido sorprendente en el cuarto lugar en la Copa Mundial de Fútbol de 1994, así como su participación en la Eurocopa 1996. También jugó en la Copa Mundial de Fútbol de 1986 y es actualmente el líder de las participaciones de todos los tiempos para el equipo nacional de Bulgaria con 102 partidos jugados (60 como capitán). Jugó en equipos como el Belenenses, en Portugal, y Mulhouse, en Francia.

## Carrera
En 1995 se incorporó a la entonces parte de la Premier League, el  Reading equipo que consiguió un récord del club de £ 800,000, sustituyendo como club favorito al portero Shaka Hislop. Al parecer, se unió al Reading después de ver el juego en el  Wembley en la 1995 Premier League de playoffs entre el Reading y  Bolton Wanderers, creyendo que la capacidad del estadio era de 80.000 personas. 

## Después de la carrera como jugador
Después de retirarse del deporte activo comenzó una carrera en la administración de fútbol. Fue vicepresidente de la Unión de Fútbol de Bulgaria desde 2001 hasta 2005, cuando reemplazó a Ivan Slavkov como presidente.

## Clubes
| Club              | País       | Año         | Partidos | Goles |
| PFC Levski Sofia  | Bulgaria   | 1981 - 1989 | 180      | 0     |
| Os Belenenses     | Portugal   | 1989 - 1991 | 29       | 0     |
| FC Mulhouse       | Francia    | 1992 - 1994 | 65       | 0     |
| PFC Botev Plovdiv | Bulgaria   | 1994 - 1995 | 20       | 0     |
| Reading FC        | Inglaterra | 1995 - 1997 | 24       | 0     |
| PFC Slavia Sofia  | Bulgaria   | 1997 - 1998 | 14       | 0     |
| FC Zúrich         | Suiza      | 1998        | 1        | 0     |

## Vida personal
En 1998 se casó con Maria Petrova, una destacada ex gimnasta rítmica. Mikhailov es también el padre del exportero del Liverpool, Nikolay Mikhailov, quien ha tenido una trayectoria deportiva en varios clubes europeos. Es reconocido además por usar cabellera postiza.